# Bursinia griseola
Bursinia griseola är en insektsart som beskrevs av Géza Horváth 1936. Bursinia griseola ingår i släktet Bursinia och familjen Dictyopharidae.
Artens utbredningsområde är Spanien. Inga underarter finns listade i Catalogue of Life.